# プログラミングゼミ
プログラミングゼミ（略称:プロゼミ）はDeNAから2017年10月19日にリリースされた小学生向けプログラミング学習アプリ。App Store、Google Play、Microsoft Storeなどで配信されている。

## 概要
公立小学校の1年生から3年生向けに行ったプログラミングの授業を通して生まれた教材。
自由に作品を作れる機能のほか、一つずつ設問をクリアしていく機能や、パズルのような機能もある。
2020年9月にはGoogle Classroomに対応した。
また、アプリ内でポチっと発明 ピカちんキットや逆転オセロニア、そしてソニックにembotとのコラボも行われている。

## シェア
プログラミングゼミには自分で作品を公開したりする機能があり、ほかの人の作品を閲覧したり改造したりすることで新たな学びを得ることができる。

## レベル
アプリ内では自分で設定出来る「レベル」というシステムがあり、レベル30だとデータの取り扱いに関するブロックや、割り算などの小学3年生までの算数に関するブロックなどが使えるようになり、レベル999だと高校2年生までの数学に関するブロックなどが使えるようになる。また、教師などが授業で使用するための先生モードというのもある。

## 公式キャラクター

### そらもん
体の色はプログラミングゼミのアイコンカラーと同じエメラルドグリーンで、このアプリを象徴するキャラクターとなっている。名前の由来はマメ科植物の「そら豆」から。

### おれもん
黄色の体で丸みを帯びた角を持っている。名前の由来は「オレンジ」から。